# Martin F. Ansel

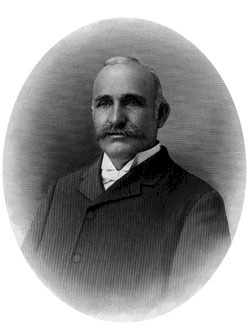
Martin Frederick Ansel

Martin Frederick Ansel (* 12. Dezember 1850 in Charleston, South Carolina; † 23. August 1945 in Greenville, South Carolina) war ein US-amerikanischer Politiker und von 1907 bis 1911 Gouverneur von South Carolina.

## Frühe Jahre und politischer Aufstieg
Martin Ansel war der Sohn einer aus Württemberg eingewanderten Familie. Er wuchs in einem Ort namens Walhalla in South Carolina auf. Dort besuchte er auch die Grundschule. Nach einem Jurastudium wurde er 1870 als Anwalt zugelassen. Danach praktizierte er einige Jahre in Franklin in North Carolina. ehe er in Greenville in South Carolina eine Praxis eröffnete. Ansel war Mitglied der Demokratischen Partei. Von 1882 bis 1888 war er Abgeordneter im Landesparlament von South Carolina. Danach war er bis 1901 Staatsanwalt am 8. Gerichtsbezirk des Landes. Im Jahr 1902 bemühte er sich erfolglos um die Spitzenkandidatur seiner Partei für die Gouverneurswahlen.

## Gouverneur von South Carolina
Im Jahr 1906 wurde er dann doch von seiner Partei für die Gouverneurswahlen nominiert und am 6. November des gleichen Jahres ohne Gegenkandidaten von den Wählern in dieses Amt gewählt. Seine Wiederwahl am 3. November 1908 erfolgte ebenfalls ohne Gegenkandidaten. Insgesamt war er seit dem 15. Januar 1907 bis zum 17. Januar 1911 Gouverneur von South Carolina. In dieser Zeit wurde das von Benjamin Ryan Tillman Anfang der 1890er Jahre eingeführte staatliche Alkoholmonopol endgültig abgeschafft. Es wurde den einzelnen Bezirken (Countys) freigestellt, ob sie ein absolutes Alkoholverbot (Prohibition) erlassen wollten oder nicht. Bis 1909 hatten sich 20 von insgesamt 41 Countys für die Prohibition entschieden. Zehn Jahre später sollte die Prohibition durch einen Verfassungszusatz Bundesgesetz in den USA werden. Dieses Gesetz wurde dann 1933 wieder abgeschafft, weil es undurchführbar war und dem organisierten Verbrechen durch Alkoholschmuggel gewaltigen Auftrieb verliehen hatte. Unter Gouverneur Ansel wurde das Schulwesen neu organisiert. Hochschulen, die bisher unter der Aufsicht untergeordneter Verwaltungseinheiten wie den Counties oder den Kommunen standen, wurden nun direkt der Staatsverwaltung unterstellt. Damals wurden auch viele neue Schulen eingerichtet. Im Jahr 1908 löste der Elektrische Stuhl das „Hängen“ als Hinrichtungsmethode ab.

## Weiteres Leben
Da wegen einer Verfassungsklausel keine drei zusammenhängenden Amtszeiten möglich waren, schied Ansel nach Ablauf seiner zweiten Amtszeit aus der Politik aus und nahm seine Anwaltstätigkeit in Greenville wieder auf.
Martin Ansel starb im August 1945 im Alter von 94 Jahren. Er war zweimal verheiratet und hatte drei Kinder.